# Central Saint Martins College of Art and Design

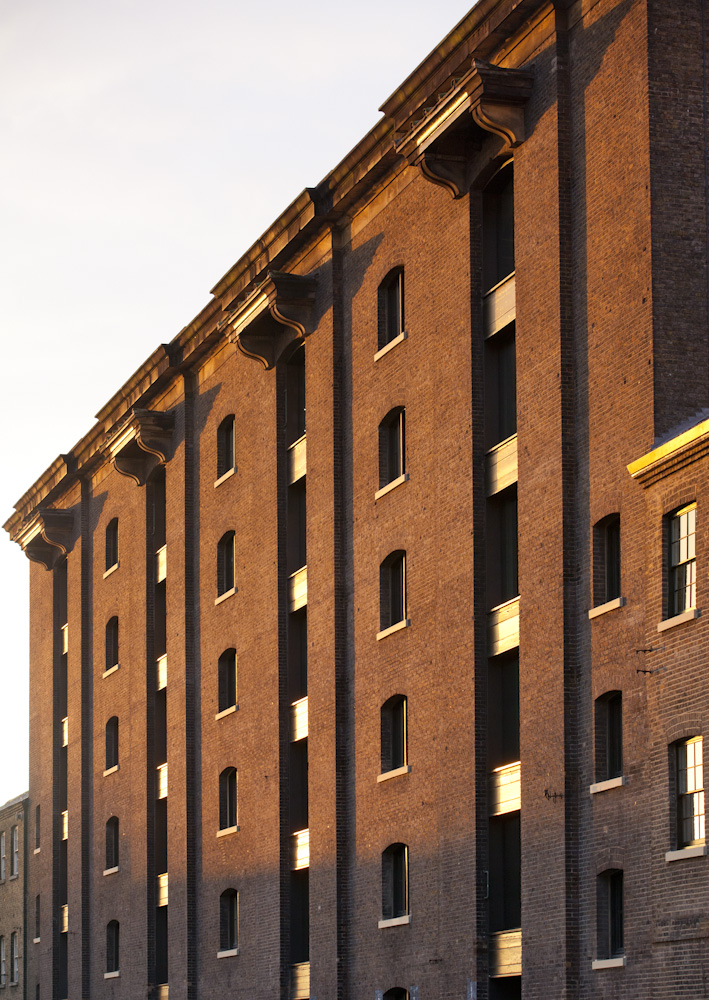
King's Cross Street Campus

Central Saint Martins College of Art and Design är en brittisk konst-, design- och teaterhögskola som ingår i University of the Arts London. Saint Martin's bildades 1989 genom en sammanslagning av Central School of Art and Design, grundat 1896, och Saint Martins School of Art, grundat 1854. År 1999 införlivades  Drama Centre London med Central Saint Martins College of Art and Design.
Central Saint Martins College of Art and Design har fyra enheter:
- School of Art
- School of Communication, Product and Spacial Design
- School of Fashion and Textiles
- Drama Centre London

## Några tidigare elever
- Ann-Sofie Back
- Luella Bartley
- Merlin Carpenter
- Jarvis Cocker
- Gilbert and George
- AK von Malmborg
- Stella McCartney
- Alexander McQueen
- M.I.A.
- Isabella Summers
- Henrik Vibskov
- Matthew Williamson